# Callejeros
Callejeros foi uma banda argentina de rock formada em 1995 e finalizada em 2010. Musicalmente, foi marcada pelo movimento musical rock barrial. Suas canções mais conhecidas são "Una Nueva Noche Fría"", Rocanroles sin destino", "Creo" e "Tan Perfecto Que Asusta", dentre outros sucessos.
A banda tem como característica profundas letras politizadas e que falam sobre a situação urbana de Buenos Aires. Como era característico em seus shows os espectadores faziam uso de artefatos pirotécnicos, o que veio a ocasionar o trágico incêndio na casa noturna República Cromañón, onde morreram 194 pessoas. Em 19 de agosto de 2009 foi anunciada a sentença penal do incidente, sendo absolvidos os músicos integrantes da banda.
Em 13 de novembro de 2010 o grupo anunciou, através de seu site oficial, sua separação.
Em abril de 2011, os membros tiveram sua sentença revisada, desta vez os integrantes foram considerados culpados.
O treinador argentino Sampaoli é um fã declarado da banda, se mostrando contrário a condenação de Fontanet em diversas oportunidades e tendo tatuado uma frase da canção Prohibido em seu braço.

## Discografia
- Solo x hoy (Demo) (1997)
- Callejeros (Demo) (1998)
- Adelantos (Demo) (2000)
- Sed (2001)
- Presión (2003)
- Rocanroles sin Destino (2004)
- Señales (2006)
- Obras 2004 En Directo (2008)
- Disco Escultura (2008)